# Charrúa
De Charrúa waren leden van een indianenstam die in het zuidelijke gedeelte van Zuid-Amerika woonden, in wat we nu kennen als Uruguay, het noordoosten van Argentinië en het zuiden van Brazilië. Men denkt dat ze daar al sinds 7000 v. Chr waren. Het waren nomaden die zich zelf onderhielden met visserij. Ze leefden voornamelijk in tenten.
De Charrúa worden gezien als degenen die de Spaanse ontdekkingsreiziger Juan Díaz de Solís hebben gedood gedurende zijn reis over de Rio de la Plata in 1515. Gedurende de komst van meer Europese kolonisten werden vele leden van het volk vermoord, verdreven of geïntegreerd in de koloniale culturen. Vele van de overgebleven Charrúa werden in 1831 nabij de Salsipuedes-beek vermoord door de toenmalige Uruguayaanse president José Fructuoso Rivera en zijn gevolg, in hun streven om al de indianen in Uruguay uit te roeien en zo een zuiver Uruguay zonder oorspronkelijk inheemse bevolking te krijgen. Slechts weinigen wisten dit te overleven. Vier van hen werden in 1833 meegenomen naar Frankrijk waarvoor later een monument in Montevideo is opgericht.